# Baylor University
La Baylor University è un'università privata e battista situata a Waco, in Texas. Fu fondata nel 1845 durante la presidenza di John Tyler.
L'università è nota anche per la sua squadra sportiva, i Baylor Bears.